# Coluber mormon
Coluber mormon är en ormart som beskrevs av Baird och Girard 1852. Coluber mormon ingår i släktet Coluber och familjen snokar. Inga underarter finns listade i Catalogue of Life.
Enligt The Reptile Database är Coluber mormon ett synonym till Coluber constrictor.